# Seneca (Nueva York)
Seneca es un pueblo ubicado en el condado de Ontario en el estado estadounidense de Nueva York. En el año 2000 tenía una población de 2,731 habitantes y una densidad poblacional de 21 personas por km².

## Geografía
Seneca se encuentra ubicado en las coordenadas 42°50′13″N 77°4′32″O / 42.83694, -77.07556.

## Demografía
Según la Oficina del Censo en 2000 los ingresos medios por hogar en la localidad eran de $48,007 y los ingresos medios por familia eran $51,705. Los hombres tenían unos ingresos medios de $31,301 frente a los $27,146 para las mujeres. La renta per cápita para la localidad era de $19,165. Alrededor del 3.5% de la población estaban por debajo del umbral de pobreza.